# Медолюб золотокрилий
Медолюб золотокрилий (Grantiella picta) — вид горобцеподібних птахів родини медолюбових (Meliphagidae). Ендемік Австралії.

## Поширення
Птах поширений у східній та північній частинах Австралії. Мігруючий вид. Розмножується на внутрішніх схилах Великого Вододільного хребта на південний схід від майже прямої лінії від Чинчилли в Квінсленді до національного паркуГремпіанс у Вікторії. Взимку птахи мігрують на північ Квінсленда, навколо півострова Кейп-Йорк і східних районах Північної території. Також надходили повідомлення про кілька спостережень у східних частинах Південної Австралії.
Вид живе в сухих лісах і лісах, де переважають евкаліпти та акації.

## Опис
Розмір тіла дорослих птахів становить близько 16 см, а самиці менші. Птахи важать від 20 до 25 г. Ці маленькі та середні птахи вирізняються в основному завдяки контрасту білого живота та чорної спини, у самиць спина темно-коричневого кольору. У самців майже вся верхня половина тіла чорна, хоча на голові у них можуть бути маленькі білі плями. Нижня частина тіла, включаючи основу хвоста і груди, біла. У них яскраво-жовте пір'я на крилах і хвості, а з боків шиї — непомітні коричнево-чорні смуги. Вони мають рожевий дзьоб із сірим кінчиком і шиферного кольору ноги. Зіниці червонувато-коричневі.

## Спосіб життя
Цей вид є одним із найбільш спеціалізованих австралійських медолюбів, який значною мірою залежить від плодів омели, хоча в період розмноження членистоногі також важливі. Під час розмноження йому потрібні ягоди переважно двох видів: омели голчастої (Amyema cambagei) та омели сірої (Amyema quandang), які ростуть на азотфіксуючих рослинах, таких як акації та казуарини. У штаті Вікторія Amyema pendula є домінуючим видом омели на евкаліпті. Він також харчується нектаром і членистоногими (основним типом членистоногих, якими годують пташенят, були павуки).